# Parthenicus rufus
Parthenicus rufus är en insektsart som beskrevs av Henry 1982. Parthenicus rufus ingår i släktet Parthenicus och familjen ängsskinnbaggar. Inga underarter finns listade i Catalogue of Life.